# Deltron 3030 (album)
Albums de Deltron 3030
Event 2
(2013)
Deltron 3030 est le premier album studio du groupe éponyme, sorti le 23 mai 2000.
L'album s'est classé 13e au Heatseekers, 43e au Top Independent Albums, 90e au Top R&B/Hip-Hop Albums et 194e au Billboard 200.

## Contenu
Cet album « science-fiction » se passe en 3030 dans un monde dévasté. Le gouvernement fasciste a supprimé le hip-hop et Del the Funky Homosapien incarne le dernier rappeur de la planète, Deltron Zero.

## Liste des titres
| No  | Titre                                                                                       | Contient un (des) sample(s) de | Durée |
| --- | ------------------------------------------------------------------------------------------- | --- | ----- |
| 1.  | State of the Nation (featuring Damon Albarn)                                                | Phalene de Placebo | 0:25  |
| 2.  | 3030                                                                                        | And That's Saying a Lot de Christine McVie Introit de William Sheller Rocket in the Pocket (Live) de Cerrone                               | 7:29  |
| 3.  | The Fantabulous Rap Extravaganza (featuring Prince Paul)                                    | | 0:21  |
| 4.  | Things You Can Do                                                                           | What Can the Matter Be? de The Poppy Family et Susan Jacks                                                                                 | 4:59  |
| 5.  | Positive Contact                                                                            | No Silver Bird de Hooterville Trolley Days of the Week de Matt Robinson Worldwide de Del the Funky Homosapien Stakes Is High de De La Soul | 4:42  |
| 6.  | St. Catherine St. (featuring Beans, Mr. Lif, P. Wingerter, Peanut Butter Wolf, Verna Brown) | | 0:43  |
| 7.  | Virus                                                                                       | Atlantis du Release Music Orchestra | 4:26  |
| 8.  | Upgrade (A Baymar College Course)                                                           | Spring Fever de Ralph Lundsten et du Andromeda All Stars                                                                                   | 4:10  |
| 9.  | New Coke (featuring Money Mark)                                                             | | 0:41  |
| 10. | Mastermind                                                                                  | Loud, Loud, Loud d'Aphrodite's Child Dirty Feet du Daly-Wilson Big Band Magnetizing de la Handsome Boy Modeling School                     | 3:34  |
| 11. | National Movie Review (featuring Brad Roberts)                                              | | 0:53  |
| 12. | Madness                                                                                     | Of Cities and Escapes de The Poppy Family Wack M.C.'s de Del the Funky Homosapien                                                          | 4:38  |
| 13. | Meet Cleofis Randolph the Patriarch (featuring MC Paul Barman)                              | | 0:36  |
| 14. | Time Keeps On Slipping (featuring Damon Albarn)                                             | Ode to Billie Joe de Lou Donaldson | 4:59  |
| 15. | The News (A Wholly Owned Subsidiary of Microsoft, Inc.) (featuring Hafdís Huld)             | And That's Saying a Lot de Christine McVie Chapala de Vicente Fernández                                                                    | 0:49  |
| 16. | Turbulence (remixé par Mark Bell)                                                           | The Best Is Yet to Come de Ferrante & Teicher                                                                                              | 3:33  |
| 17. | The Fantabulous Rap Extravaganza Part II (featuring Prince Paul)                            | | 0:37  |
| 18. | Battlesong                                                                                  | If You Lose Your Woman de Zoo I Know You Got Soul de Eric B. & Rakim                                                                       | 4:07  |
| 19. | Love Story                                                                                  | Milk and Honey de Bonnie Dobson Le Massacre Du Dragon du Maurice Vander Trio                                                               | 3:26  |
| 20. | Memory Loss (featuring Sean Lennon)                                                         | Piazza Di Siena de Piero Umiliani Catch a Bad One de Del the Funky Homosapien                                                              | 4:39  |
| 21. | The Assman 640 Speaks (featuring Damon Albarn)                                              | | 0:31  |